# Gabrielle Stanton
Gabrielle Gail Stanton est une productrice et une scénariste de télévision américaine. Elle est surtout connue pour son travail sur les séries Grey's Anatomy, Ugly Betty, The Flash et pour l’adaptation de l’œuvre de Stephen King Haven.

## Biographie

### Formation
Gabrielle Stanton étudie initialement à la Kent Place School, de Summit ; dans une école réservée aux filles, avant d’obtenir un diplôme au Barnard College pour femmes puis à l’Université Columbia à Manhattan.

### Carrière
Gabrielle Stanton commence sa carrière à New York, comme coordinatrice nationale de la publicité du Public Broadcasting Service jusqu'en 1991.
En 1992, elle poursuit sa carrière dans l'industrie cinématographique en tant qu'assistante du scénariste-producteur George Zaloom sur le film California Man. En 1998 elle apparaît dans le film Free Enterprise, dans un rôle mineur en tant que personnage de "Gabrielle".
En 1998, Gabrielle Stanton se lance dans la télévision en devenant scénariste pour l’épisode Le jour du jugement de Star Trek : Deep Space Nine.
Elle contribue par la suite à l’écriture sur la série VIP et aux séries de science-fiction Invasion Planète Terre et Farscape ainsi que Invisible Man et Veritas : The Quest, pour lesquelles elle devient aussi coproductrice.
En 2005, elle devient scénariste et productrice pour la série dramatique médicale Grey's Anatomy, puis en 2007 elle devient productrice pour huit épisodes de la série dramatique Ugly Betty.

### Vie privée
Gabrielle Stanton s’est mariée à Harry Werksman en 1991. Ils ont divorcé en 2008.

### Nominations et récompenses
Elle est nommée en 2007 aux Primetime Emmy Awards avec les autres membres de l'équipe de production dans la catégorie Série dramatique exceptionnelle.
Elle obtient en 2006 la récompense du Writers Guild of America Award dans la catégorie Nouvelle Série. Elle est nommée dans la catégorie Séries Dramatiques à deux reprises, en 2006 et 2007.
En 2007, elle est nommée avec ses coproducteurs pour la série Ugly Betty pour un Primetime Emmy Award dans la catégorie Série comique exceptionnelle.
Gabrielle Stanton a également travaillé sur la série télévisée Moonlight de CBS, pour laquelle elle a écrit trois épisodes avant d’en être première coproductrice exécutive, puis productrice exécutive. À la suite de l’annulation de Moonlight en mai 2008, elle devient coproductrice exécutive pour ABC de la série Castle, et coproducteur exécutif de la série The Gates. Par la suite elle devient productrice consultante sur The Vampire Diaries produite par The CW Television Network.
À partir de 2010 pour la chaîne Syfy, elle obtient la responsabilité de showrunner sur la série Haven, rôle qu’elle conserve au long des cinq saisons de la série, avant l’annulation de celle-ci.
En 2014, elle rejoint l'équipe de scénaristes de CW pour la série du drame de super-héros The Flash, devenant productrice consultante pour les cinq derniers épisodes de la première saison. On lui doit notamment le scénario du final de la saison Un dilemme cornélien, coécrit avec le showrunner Andrew Kreisberg. Pour le premier épisode de la seconde saison, L’homme qui a sauvé Central City, Gabrielle Stanton est promue showrunner, productrice exécutive et coscénariste, rôle qu’elle partage à nouveau avec Andrew Kreisberg. Elle coscénarise aussi le sixième épisode de cette saison, Le Face-à-face, avec la rédactrice en chef Brooke Eikmeier.